# Timandra baguionis
Timandra baguionis là một loài bướm đêm trong họ Geometridae.